# یواس‌اس لاردنر (دی‌دی-۴۸۷)
یواس‌اس لاردنر (دی‌دی-۴۸۷) (به انگلیسی: USS Lardner (DD-487)) یک کشتی بود که طول آن ۳۴۸ فوت ۳ اینچ (۱۰۶٫۱۵ متر) بود. این کشتی در سال ۱۹۴۲ ساخته شد.